# 瑟克丹
瑟克丹（法語：Sequedin，法語發音：[səkdɛ̃]）是法国上法兰西大区北部省的一个市镇，位于该省中部偏西南，属于里尔区和里尔欧洲都会区。

## 地理
瑟克丹（50°37'35"N, 2°59'6"E）面积3.93 平方千米，位于法国上法蘭西大區北部省，该省份为法国最北部的省份及最长的省份，西北濒北海，西接加来海峡省，南至埃纳省和索姆省，东与比利时接壤。
与瑟克丹接壤的市镇（或旧市镇、城区）包括：里尔、欧布尔丹、昂格洛、阿莱讷莱欧布尔丹、洛斯。
瑟克丹的时区为UTC+01:00、UTC+02:00（夏令时）。

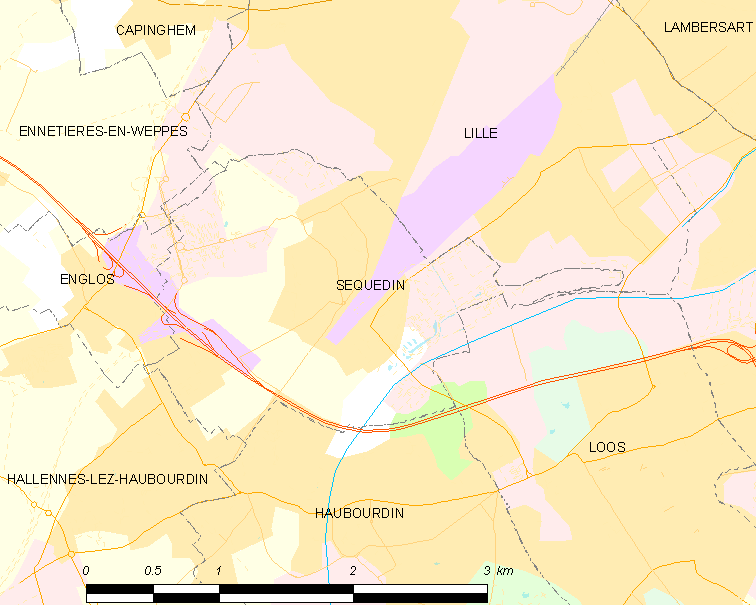
瑟克丹的OSM定位图

## 行政
瑟克丹的邮政编码为59320，INSEE市镇编码为59566。

## 政治
瑟克丹所属的省级选区为里尔第六县。

## 人口

1962-2008年间瑟克丹人口变化图示

瑟克丹于2022年1月1日时的人口数量为4722人。